# جورجيانا سيغار جونز
جورجيانا سيغار جونز (بالإنجليزية: Georgeanna Seegar Jones)‏ (6 يوليو 1912 - 26 مارس 2005)؛ طبيبة نسائية، كانت هي و زوجها هوارد جونز أصحاب فكرة إطلاق عملية إخصاب في المختبر.

## النشأة
وٌلدت في 6 يوليو 1912 في بالتيمور بولاية ماريلاند لأبها جيه كينغ سيغار. كان لديها شقيقان. حصلت على درجة البكالوريوس من كلية جوتشر ودكتوراه في الطب من كلية الطب بجامعة جونز هوبكنز عام 1936.

## الحياة المهنية
بصفتها مقيمة في جونز هوبكنز، اكتشفت أن هرمون موجهة الغدد التناسلية المشيمائية تم تصنيعه بواسطة المشيمة وليس الغدة النخامية كما كان يعتقد في الأصل، وقد أدى هذا الاكتشاف إلى تطوير العديد من مجموعات اختبار الحمل المبكرة المتاحة حاليًا. في عام 1949، قدم جونز أول وصف لخلل الجسم الأصفر، ويُنسب إليه الفضل في كونه أول من استخدم هرمون البروجسترون في علاج النساء اللائي لديهن تاريخ مع حالات الإجهاض التلقائي، مما سمح للعديد منهن ليس فقط بالحمل مرة أخرى، ولكن أيضًا بإنجاب أطفال أصحاء.

## الحياة اللاحقة
في عام 1978، تركت هي وزوجها جامعة جونز هوبكنز من أجل الالتحاق بمدرسة شرق فيرجينيا الطبية (EVMS). كان هذا بعد ولادة أول طفل أنبوب في العالم، لويز جوي براون، في 25 يوليو 1978، في إنجلترا. أنشأت جونز برنامج التلقيح الاصطناعي في EVMS، وفي 28 ديسمبر 1981 أنجبت إليزابيث جوردان كار، أول طفل أنبوب أمريكي. وتوفيت في السادس و العشرين من مارس 2005 ب بورتسموث (فيرجينيا)